# Museo de Arte Africano Arellano Alonso

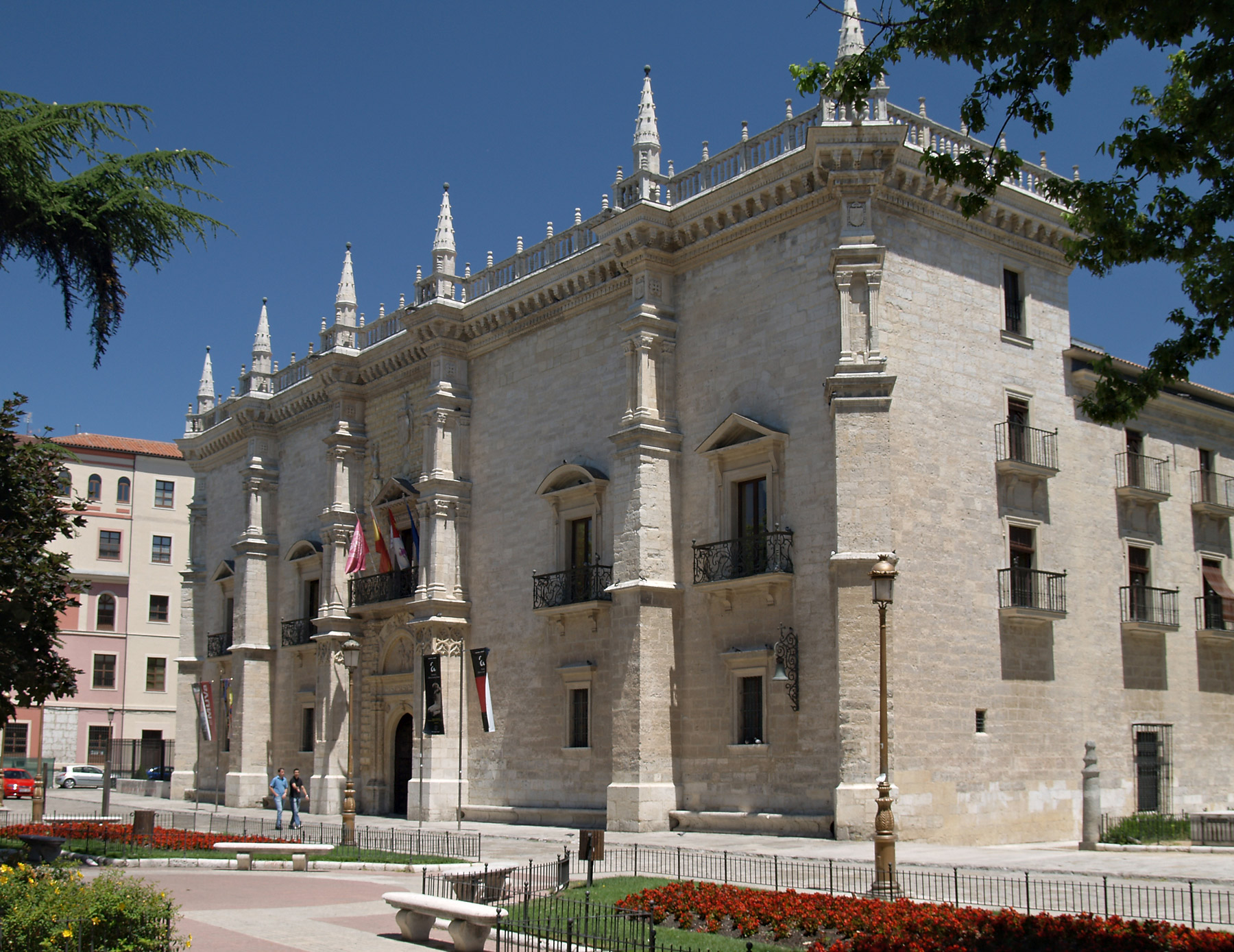
Palacio de Santa Cruz, sede de la Fundación.

El Museo de Arte Africano Arellano Alonso de la  Universidad de Valladolid, es una institución sin ánimo de lucro creada en el año 2004. Cuenta con una excepcional colección de arte procedente de África subsahariana donada por la Fundación Alberto Jiménez-Arellano Alonso, parte de la cual se exhibe en tres salas ubicadas en el Palacio de Santa Cruz. Además, periódicamente organiza actividades divulgativas y formativas encaminadas a acercar la cultura y el arte africano a todos los interesados en el desconocido continente africano.

## Historia
La Fundación Alberto Jiménez-Arellano Alonso se constituyó el 3 de mayo de 2004 en el seno de la Universidad de Valladolid, gracias al acuerdo establecido con el matrimonio Jiménez – Arellano Alonso. La labor de coleccionismo que desde los años 50 desarrolló el matrimonio dio lugar a esta generosa y desinteresada donación, lo que constituyó el nacimiento de la Fundación Arellano Alonso. La fundación acoge una amplia colección de arte tanto de pintura y escultura contemporánea como de arte africano, entre otros. La colección dedicada al arte africano se divide en cuatro salas de exposiciones –Sala Renacimiento, Salón de Rectores, Sala San Ambrosio y la Galería de San Ambrosio- contando con importante muestras como la escultura realizada en terracota, la colección de monedas tradicionales, el Reino de Oku de Camerún y la colección de diferentes objetos de toda África.
Desde su apertura en 2004 se mostraron los dos tipos de arte, tanto contemporáneo como africano. El gran prestigio de la colección de arte africano desembocó en la remodelación de las salas y desde el 21 de abril de 2010 se muestra de manera exclusiva los fondos de esta temática. En la exposición se recogen las culturas africanas más importantes en el trabajo del barro a lo largo de la historia. Dos años después, en 2012 se inauguró la Sala de San Ambrosio, bajo el nombre de “Reino de Oku” y por último a partir del año 2019 se incluyeron la colección de monedas tradicionales.
A partir de 2015 tomó el nombre de Museo de Arte Africano Arellano Alonso.

## La colección de arte africano

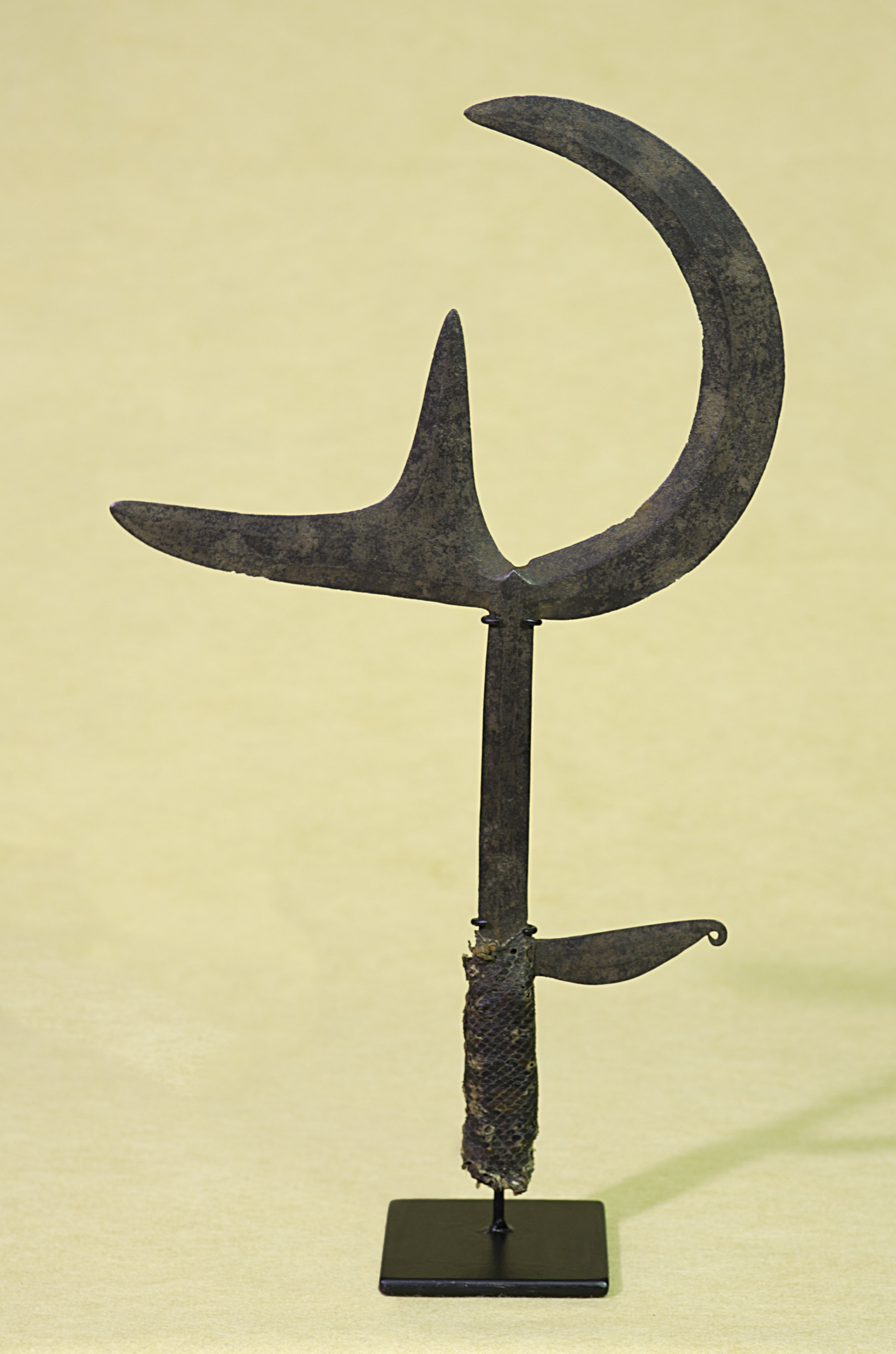
Traditional currency. Weapon

El museo presenta una variada colección de arte africano subsahariano distribuido de manera temática por las diversas salas. 
La colección de monedas tradicionales africanas, donde se exponen más de 60 piezas dedicadas a esta temática. Con una cronología centrada en los siglos XIX y primera mitad del siglo XX, los países de origen aunque variados, podemos centrarlos en Nigeria y la República Democrática del Congo. 
La procedencia cultural de las monedas metálicas es numerosa, desarrollándose en ellas los Angas, los Mumuye, los Luba, los Kirdi, los Patanya, los Ngbaka/Bangala, los Bidda, los Mambita/Mfunte/Wuli, los Ngbaka, los Ndengense, los Chamba, los Konda, los Kwelw, los Mobege-Zande, los Azande, los Mbum, los Efik, los Hausa, los Sukur, los Hamba, los Teke, los Fulani, los Sao, los Nikutshu-Jonga, los Nkutshu/Tetela, los Mbole, los Topoke, los Ibo, los Mbole e incluso apareciendo monedas de culturas desconocidas.

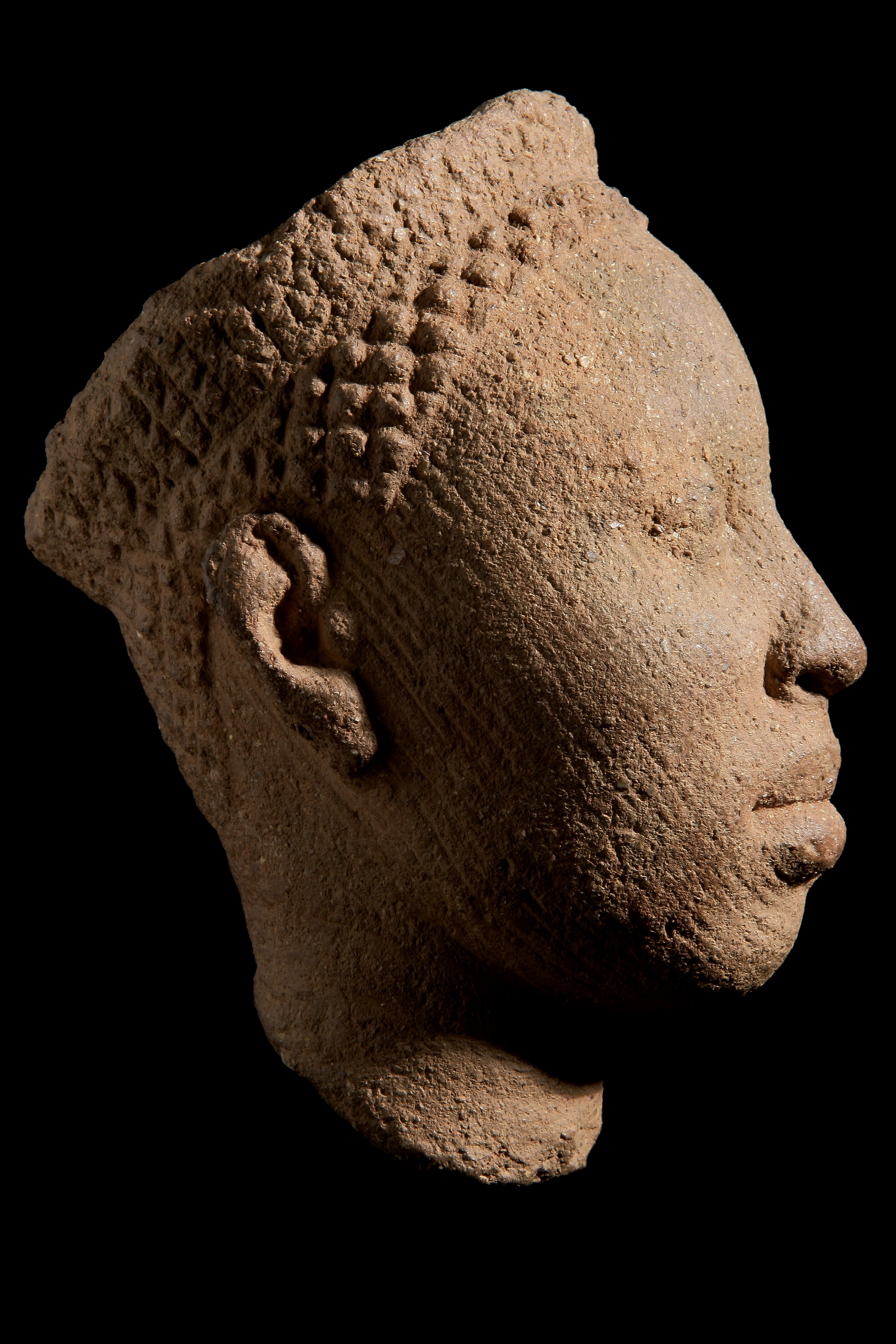
Cabeza Ifé

Otra parte importante es la colección de escultura en terracota, que reúne cerca de 130 esculturas realizadas con barro cocido, un material milenario y frágil, de conservación compleja y de difícil hallazgo. Algunas de las culturas representadas son: cultura Nok, Ifé, Reino de Benín, Sokoto, Jukun, Komaland, Ashanti, Katsina, Dori, Mangbetu, Paré, Djenné, Ségou, Igno, Cham, Longuda, Bankoni, Yoruba, Agni, Mambila o Bura, entre otras y que están expuestas en la Sala Renacimiento.
Los ejemplares datan desde el siglo V a. C. hasta el XX de nuestra era y algunos son piezas excepcionales como la única pareja conocida a nivel mundial de la cultura Jukun (de la que apenas hay una docena de piezas en el mundo), una de las pocas cabezas conocidas de la cultura del antiguo reino de Benín realizadas en terracota (fechada en el siglo XVI) o conjuntos significativos, como es el formado por catorce piezas de la cultura Nok, primer ejemplo de escultura figurativa en terracota del África negra, junto a la egipcia.
El principal elemento iconográfico de esta colección es la figura humana: cuerpos que dan cobijo a espíritus, representan antepasados o constituyen imágenes de poder. Pequeñas humanas completas o incompletas son también las cuarenta piezas de una cultura que, en 1985, se puso al descubierto por unas excavaciones realizadas por la Universidad de Ghana en el norte del país y que pasó a denominarse como Komaland.

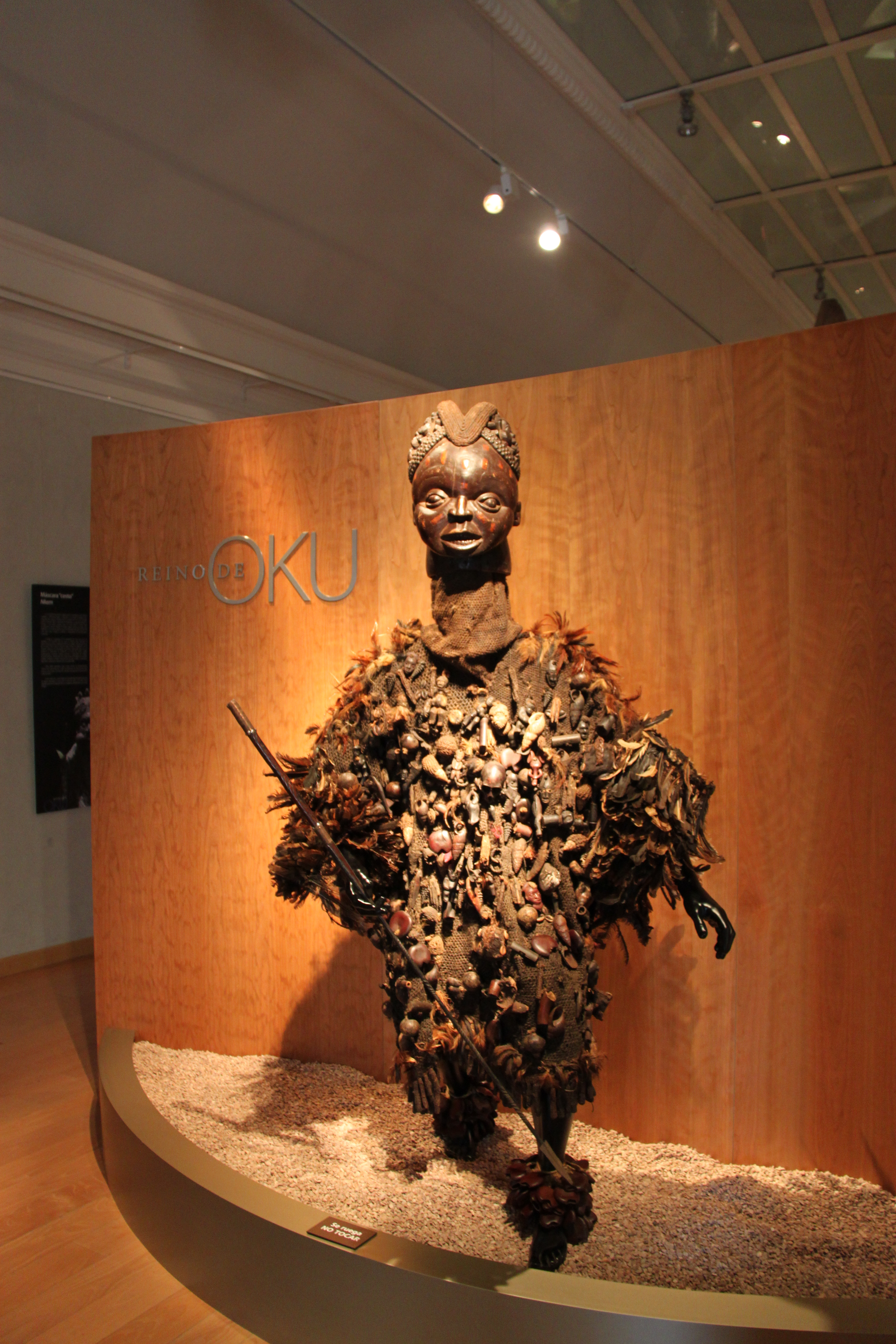
Entrada a la exposición "El Reino de Oku"

En la Sala de San Ambrosio se expone el Reino de Oku, que está situado al oeste de Camerún. La colección está compuesta por objetos vinculados al rey que utiliza durante las recepciones reales, fiestas o ceremonias rituales.
La mayor parte de las obras expuestas, unos 100 objetos, son regalías, es decir, objetos tallados en madera reservados al rey, máxima autoridad del reino y donde se pueden observar las tradiciones, creencias y organización social de esta cultura.
Camas de jefatura, tronos rituales, el culto a los antepasados o las columnas de los pórticos de las casas y los palacios, todos ellos basándose en una iconografía de identificación con el monarca con emblemas y símbolos de autoridad como los leopardos, arañas o campanas. 
Las máscaras de las sociedades secretas poseen gran importancia dentro de la jerarquía social. Su función es mantener el orden y frenar los comportamientos antisociales que amenacen el bienestar general o que atenten contra las costumbres tradicionales. Algunos ejemplos de sociedades secretas las encontramos en el ámbito de la justicia, funerales o entronizaciones. 
Las danzas que realizan en ceremonias y rituales tradicionales son el modo de expresar su poder, que se acentúa con una impactante composición centrada en la pieza tallada, cubre-rostro, traje de diferentes materiales, tobilleras, bastones o lanzas.

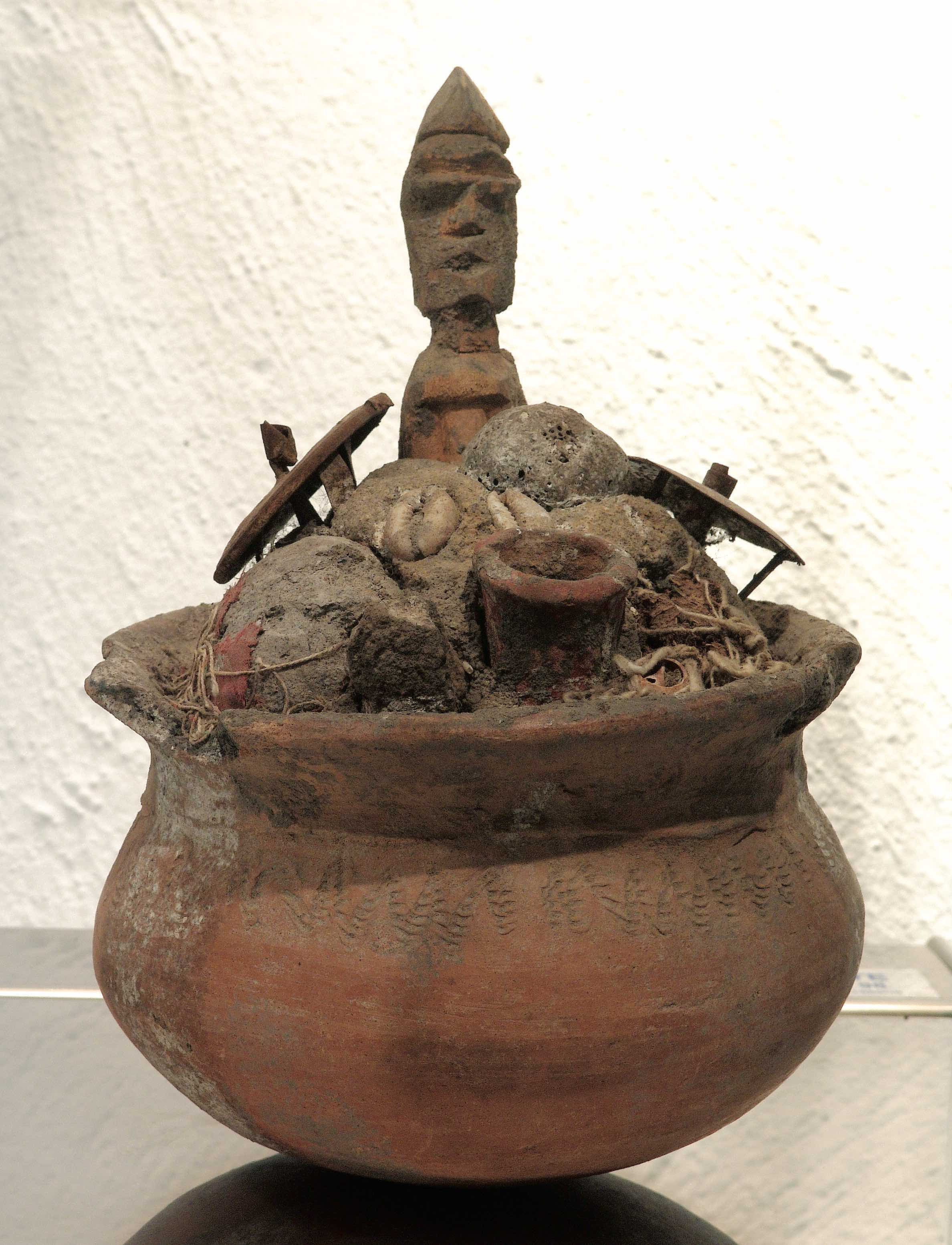
Fetiche Togo

Respecto a la religión, es panteísta, donde los dioses no constituyen un panteón cerrado y pueden crearse nuevos dioses si fuera necesario, por ejemplo si se produce un suceso inexplicable. Dichos dioses suelen ser personajes históricos relevantes de la vida de Oku.
En cuanto a la música y los instrumentos musicales, ostentan la categoría de «poderosa medicina», por ser objetos cargados de poder de los que se valen las sociedades secretas para llevar a cabo sus funciones.
La otra parte importante de esta colección de arte africano está compuesta por los objetos etnográficos. Parte de estos fondos, los de carácter etnológico, se encuentran expuestos en la galería de San Ambrosio. Los objetos también son muy variados tanto en la representación de los materiales, la cronología, la temática y las culturas. 
De esta manera encontramos reposacuellos, cerraduras de puerta, instrumentos musicales, rayacocos, muñecas de fertilidad o armas.

## Salas de exposiciones
El Museo de Arte Africano Arellano Alonso cuenta con tres salas ubicadas en el Palacio de Santa Cruz de Valladolid que acogen exposiciones de carácter permanente.

### Arte Africano: Monedas tradicionales

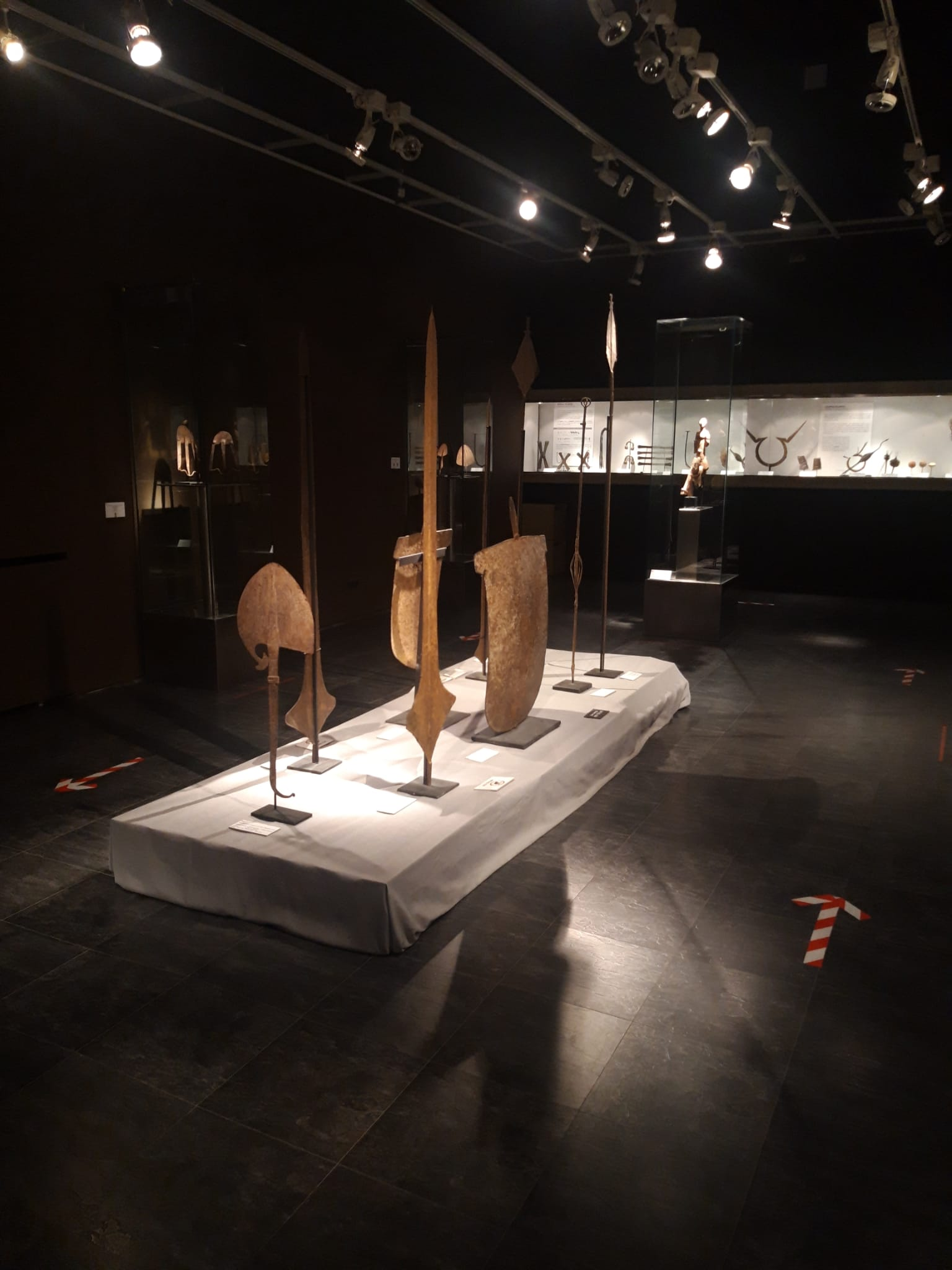
Salón Rectores. Monedas Tradicionales

El Salón de Rectores aborda la colección de monedas tradicionales, una amplia muestra de la utilización de este tipo de objetos, que han sido empleados como monedas, para realizar todo tipo de pagos e intercambios.
Aunque primero surgió el trueque, después aparecieron las paleo-monedas en el que algunos elementos que los africanos poseían comenzaron a tener valor y sirvieron como método de pago. La recopilación de un mayor número de paleo-monedas destacaba el rango social de su poseedor, así como se utilizaban en celebraciones y rituales.
Con la llegada de las colonizaciones europeas en el siglo XV, el dinero como conocemos llegó a África, aunque el dinero tradicional siguió usándose hasta las primeras décadas del siglo XX.
De esta manera aparecen dos tipos de monedas:
La primera, son las monedas mercancía, donde se incluyen productos alimenticios como semillas, tejidos como rafia, minerales como ágatas, moluscos como caurís, ganado y esclavos.
La segunda, es la formada por la moneda metal, de gran valor pues por un lado esta realizada por herreros (personajes míticos dentro de la sociedad) así como por su perdurabilidad en el tiempo.
La colección se divide en objetos agrícolas, armas, barras y lingotes, adornos corporales, figuras naturales e instrumentos musicales.
Son objetos que un momento fueron útiles pero después se convirtieron en monedas por diversas razones, por esta razón se convirtieron en objetos estéticos y perdieron el valor utilitario.

### Arte Africano: Terracotas

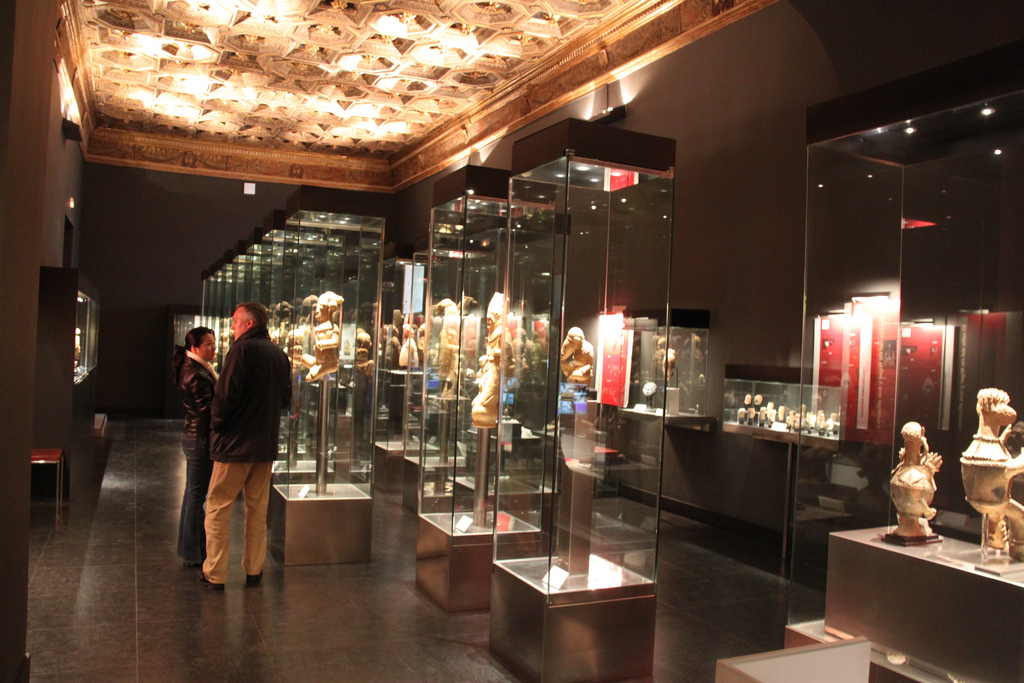
Sala Renacimiento

La Sala Renacimiento, situada en la planta baja del Palacio, acoge parte de la colección de terracotas africanas cuyo motivo común es la figura humana y desde 2019 la colección de jinetes de terracota. 
La exposición hace un repaso cronológico a través de las piezas de las diferentes culturas asentadas alrededor de las cuencas de los ríos Níger y Congo, lugares donde era fácil encontrar la materia prima: el barro. Además los fondos se complementan con algunas obras de la zona oriental del continente, en concreto Tanzania y Etiopía. 
El conocimiento de estas culturas es reciente, hallándose los primeros vestigios a comienzos del siglo XX, normalmente de forma casual, mientras que las excavaciones arqueológicas con criterios científicos son posteriores y escasas. A esto hay que sumar la predominancia de la tradición oral que ha provocado una gran pérdida de información que habría ayudado a contextualizar la fabricación de las obras y a sus creadores. El resultado, por tanto, es el desconocimiento del origen y la estructura social de la mayoría de los pueblos. 
Entre las culturas que conforman esta exposición se encuentran: Nok, Sokoto, Katsina, Ifé, Antiguo Reino de Benín, Djenné, Bura, Jukun, Mambila o Mangbetu y Paré.
El conjunto de seis jinetes exhibido en esta sala resulta excepcional tanto por su rareza como por su elevado número en relación con los que se pueden contemplar en otras colecciones europeas. Las representaciones de los jinetes a caballo resultan excepcionales en el arte africano debido a la difícil supervivencia de los caballos en la zona subsahariana (insuficiencia de agua, malaria o picadura de la mosca tse-tse). Estas esculturas eran modeladas para ser depositadas en los altares funerarios y, además, llama la atención la semejanza de rasgos entre el animal y el jinete.

### Arte Africano: Reino de Oku y Galería Etnográfica

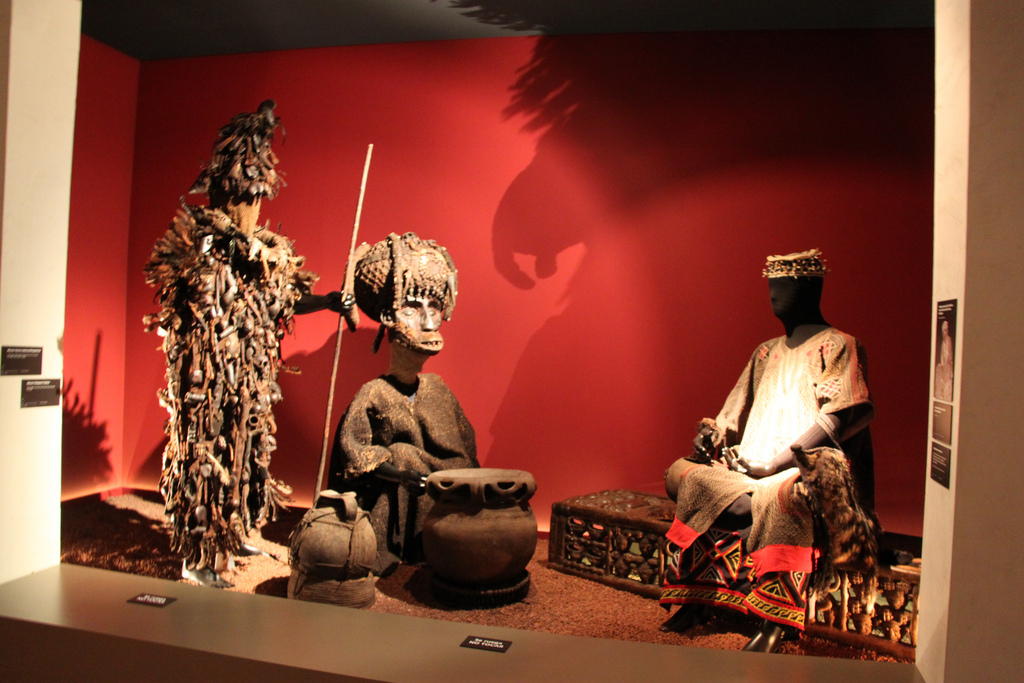
Exposición Reino de Oku

La Sala San Ambrosio, situada en la entreplanta del edificio, está dedicada al reino de Oku, un territorio situado en el noroeste de la actual república de Camerún, en la región de Grassland cuya capital es Elak. Cuenta con una población aproximada de 120.000 habitantes agrupados en 36 pueblos. La peculiar orografía, caracterizada por elevadas montañas volcánicas, ha propiciado un cierto aislamiento que permite la persistencia de una estructura casi feudal. 
Fon Sintieh II es el monarca de Oku. En 2006, este comenzó a negociar con Ramón Sanz para la firma de un acuerdo en el que se nombra a la Fundación Alberto Jiménez-Arellano Alonso " (...) su embajadora para la promoción de los valores culturales y artísticos en Europa". Además de dicho acuerdo, se ha producido la llegada de más de cien objetos de diferentes materiales a Valladolid y constituye la incorporación más reciente a las colecciones de arte africano de la Fundación Arellano Alonso. Estos objetos reflejan las tradiciones, creencias y organización social de este reino. Dichos objetos pueden visitarse en la exposición permanente "El Reino de Oku", en la Sala de San Ambrosio del Palacio de Santa Cruz de Valladolid.
Dentro de la muestra destacan las regalias, es decir, objetos cuyo uso está reservado exclusivamente al soberano. Son piezas, en su mayoría talladas en madera, que ponen de relieve el gran desarrollo de este arte que ha alcanzado, en general, en todo Camerún. Entre estas regalías destacan las camas de jefatura, los tronos rituales o los vestidos tradicionales que sólo el Fon (el Rey) puede vestir en determinadas ceremonias.
También llaman la atención las máscaras de algunas de las Sociedades Secretas tradicionales que aún cuentan con gran relevancia en la sociedad de Oku y cuyas actividades y objetos deben permanecer en el más estricto misterio. Las Sociedades son las encargadas de frenar los comportamientos antisociales que amenacen el bienestar general o atenten contra las costumbres tradicionales, manteniéndose así la armonía y la paz social. Los castigos son aplicados por sus "máscaras", que tienen una carga mágica, sinónimo de "medicina", que es lo que les da su poder y les dota de vida. Por eso "danzan" en ceremonias y rituales tradicionales de todo tipo (judicial, funerarios, entronizaciones...). Cuanto más agresiva sea su danza y más repulsivo sea su aspecto, mayor será su poder.

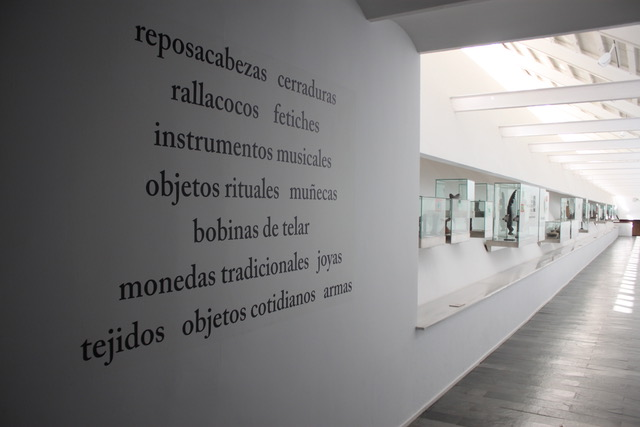
Galería de San Ambrosio. Museo de Arte Africano Arellano Alonso

Esta exposición constituye la incorporación más reciente a las colecciones del Museo de Arte Africano Arellano Alonso por parte de la Fundación Alberto Jiménez-Arellano Alonso. Ha sido el propio matrimonio Arellano Alonso quienes han donado la colección y han sufragado los gastos del montaje.
En la parte superior de esta sala se encuentra la Galería de San Ambrosio o Galería Etnográfica, la cual recoge diversos objetos etnográficos procedentes de toda África. Con diferentes cronologías y tipologías, se encuentran, entre otros, reposa-cuellos o reposa-cabezas, cerraduras de puerta, muñecas de fertilidad, fetiches, joyas...de las principales culturas africanas como los Bambara, los Fulani, los Igbo o los Masái.

## Colección de pintura y escultura
La familia Jiménez-Arellano Alonso legó a la Fundación una colección compuesta por obras pictóricas y escultóricas que pertenecen fundamentalmente al arte contemporáneo español de la segunda mitad del siglo XX, aunque también cuenta con ejemplos del Barroco europeo y otros movimientos y estilos. No están expuestas, pero se encuentran cedidas a instituciones como el Ayuntamiento de Valladolid, el Museo Reina Sofía o la Universidad de Valladolid.

## Otras colecciones
Asimismo forman parte del legado diversos conjuntos de arte asiático antiguo, arte precolombino, artes decorativas y arte religioso.

## Colección bibliográfica
El Museo cuenta con más de 8000 volúmenes relacionados con el arte en general y más concretamente con el arte contemporáneo y arte africano en particular, tanto en libros como en publicaciones periódicas, muchas de ellas descatalogadas, pertenecientes a la propia colección del matrimonio Arellano-Alonso también se incluyen regalos o donaciones particulares o compras.